# ريغوبيرتو لوبيز بيريز
ريغوبيرتو لوبيز بيريز (بالإسبانية: Rigoberto López Pérez) (13 مايو 1929 - 21 سبتمبر 1956)، هو شاعر وفنان وملحن من نيكاراغوا. نفذ في يوم 21 سبتمبر 1956 عملية إغتيال رئيس جمهورية نيكاراغوا أناستاسيو سوموزا.

## روابط خارجية
- (بالإسبانية) وصية ريغوبيرتو لوبيز بيريز
- (بالإسبانية) ريجوبرتو: Notas para una Biografía
- (بالإسبانية) رسالة وفاة ريغوبيرتو لوبيز بيريز الموجهة إلى والدته
- صورة بيريز نسخة محفوظة 5 ديسمبر 2008 على موقع واي باك مشين.
- صور لنصب ريغوبيرتو لوبيز بيريز التذكاري
- أغنية مارسيلو دي أنجيليس